# Zbigniew Wąsowicz
Zbigniew Wąsowicz ze Smogorzewa herbu Łabędź (zm. przed 1689 rokiem) – cześnik sandomierski w latach 1665–1680, rotmistrz królewski.
Był elektorem Michała Korybuta Wiśniowieckiego z województwa sandomierskiego w 1669 roku. W 1674 roku był elektorem Jana III Sobieskiego z województwa sandomierskiego. 